# Wayne Millner
Wayne Vernal Millner (Boston, Massachusetts, 31 de enero de 1913 – Condado de Arlington, Virginia, 19 de noviembre de 1976), más conocido como Wayne Millner, fue un jugador profesional estadounidense de fútbol americano que se desempeñó en la posición de end y defensive end en la National Football League (NFL). Es miembro del Salón de la Fama del Fútbol Americano Profesional.

## Carrera
Millner jugó como profesional siete temporadas en Washington Commanders (1936-1941, 1945), equipo en el que se retiró.

## Reconocimiento
El 3 de agosto de 1968, fue seleccionado para ser miembro del Salón de la Fama del Fútbol Americano Profesional.